# Capitán Prat (CL-03)
El crucero Prat fue uno de los siete cruceros ligeros de la clase Brooklyn construidos para la Armada de los Estados Unidos. Fue puesto en servicio en 1938 con el nombre de USS Nashville (CL-43) siendo el segundo buque en llevar este nombre. Durante la Segunda Guerra Mundial se desempeñó principalmente en el océano Pacífico. Puesto fuera de servicio en 1946 permaneció en la reserva hasta 1950. En 1951 fue transferido a la Armada de Chile.
En la Armada de Chile fue buque insignia de la Escuadra en múltiples oportunidades. En 1957 fue modernizado en los Estados Unidos. A la llegada del destructor Capitán Prat, se le cambió el nombre a «Chacabuco», sirviendo como buque cuartel. Dado de baja en mayo de 1982 y autorizada su enajenación en 1983 fue vendido al empresario canadiense Noel Williams Kennedy, según escritura pública de 29 de abril de 1983 y llevado al puerto de Kaohshiung, en Taiwán.

## Características
Fue la segunda nave de la US Navy en llevar el nombre de Nashville; lanzado al agua en el New York Shipbuilding Corp., Camden, N.J. el 24 de enero de 1935 entró en servicio el 6 de junio de 1938. Diseñado y construido de acuerdo a las restricciones impuestas por el Tratado Naval de Washington de 1922 su objetivo era oponerse a los cruceros japoneses de la clase Mogami.
Tenía un desplazamiento de 9.475 tons. Su eslora era de 185,4 metros, manga de 24 metros y un calado de 7,3 metros. Su armamento principal consistía en 5 torres triples con cañones de 6"/47 y 8 cañones AA de 5"/25: Su armamento secundario eran 28 ametralladoras de 40/56 mm. y 48 ametralladoras de 20/63 mm. Era propulsado por 4 turbinas Parson de 2000 Kwts que le proporcionaban una potencia total de 100.000 shp con la que alcanzaba una velocidad máxima de 32,5 nudos. Su tripulación era de 868 hombres.

## Servicio en la US Navy

### Período entre las guerras mundiales
En julio de 1938 zarpó de Filadelfia al Caribe para un corto período de entrenamiento. Luego en agosto, en un viaje de buena vecindad arribó a Cherburgo, Francia, y en septiembre zarpó de Portland, Inglaterra a Nueva York con 25 millones de dólares en lingotes de oro británico a bordo los que desembarcó en el Brooklyn Navy Yard, regresando a Filadelfia en octubre de 1938.
En mayo de 1939 llevó a los representantes de su país a la Conferencia Panamericana de Defensa en Río de Janeiro regresando con ellos a Annapolis, Maryland, en junio de 1939 para luego dirigirse al océano Pacífico a través del canal de Panamá arribando a San Pedro, California en julio, donde permaneció los dos años siguientes operando en la zona. En febrero de 1941 junto con tres cruceros trasladó Marines a la isla de Wake. En mayo zarpó de Pearl Harbor hacia la costa Este, recalando en Boston el 19 de junio para escoltar un convoy que transportó Marines a Islandia.
Desde agosto a diciembre de 1941 estuvo basado en las Bermudas efectuando patrullaje en el Atlántico central. Cuando se produjo el bombardeo de Pearl Harbor se dirigió a la bahía de Casco, Maine, donde se unió a la escolta de un convoy con tropas y carga a Islandia, continuando con esta escolta de convoyes entre las Bermudas e Islandia hasta febrero de 1942.

### Durante la Segunda Guerra Mundial

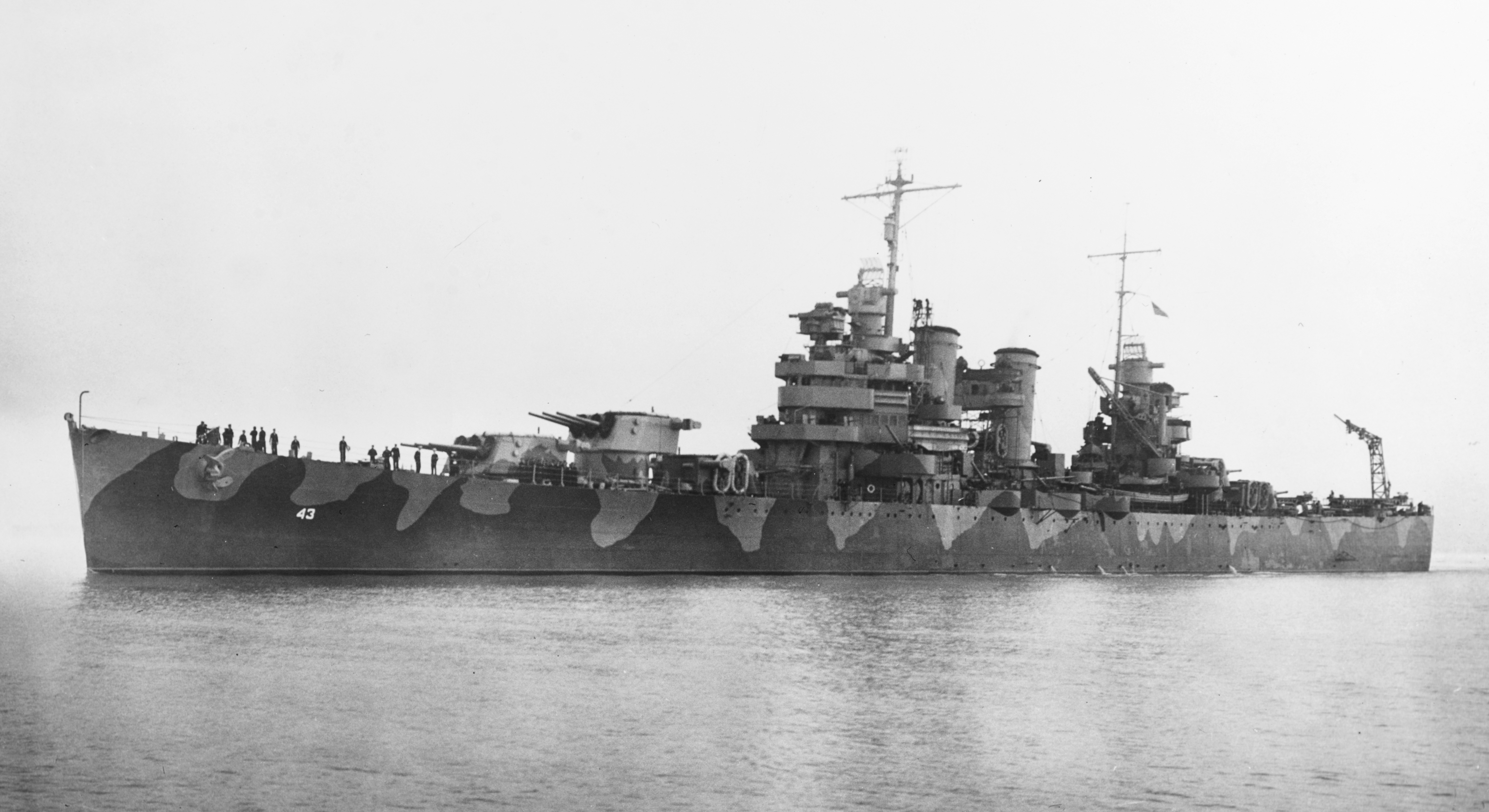
El USS Nashville (CL-43) en 1943

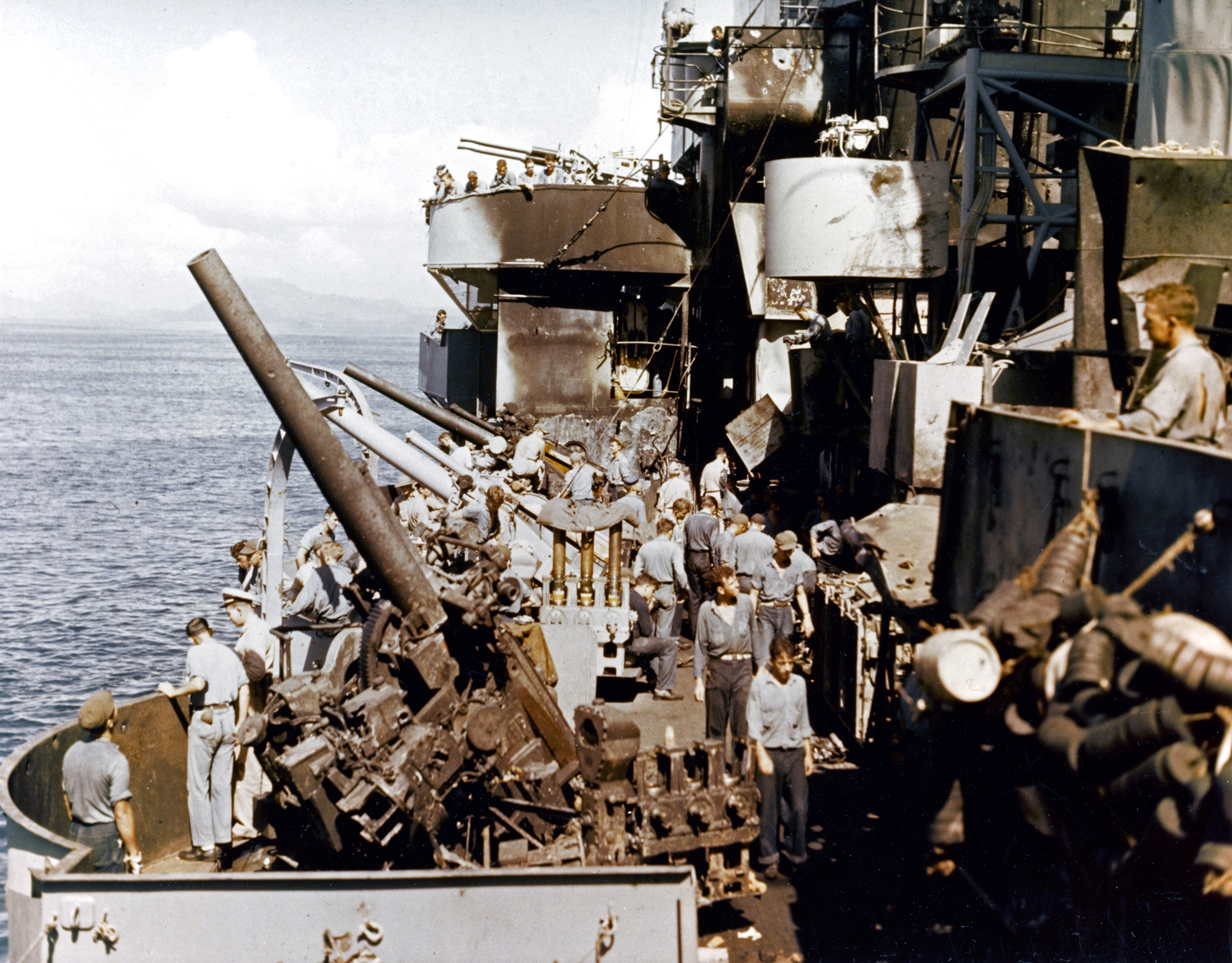
El USS Nashville (CL-43) tras un ataque kamikaze en 1944

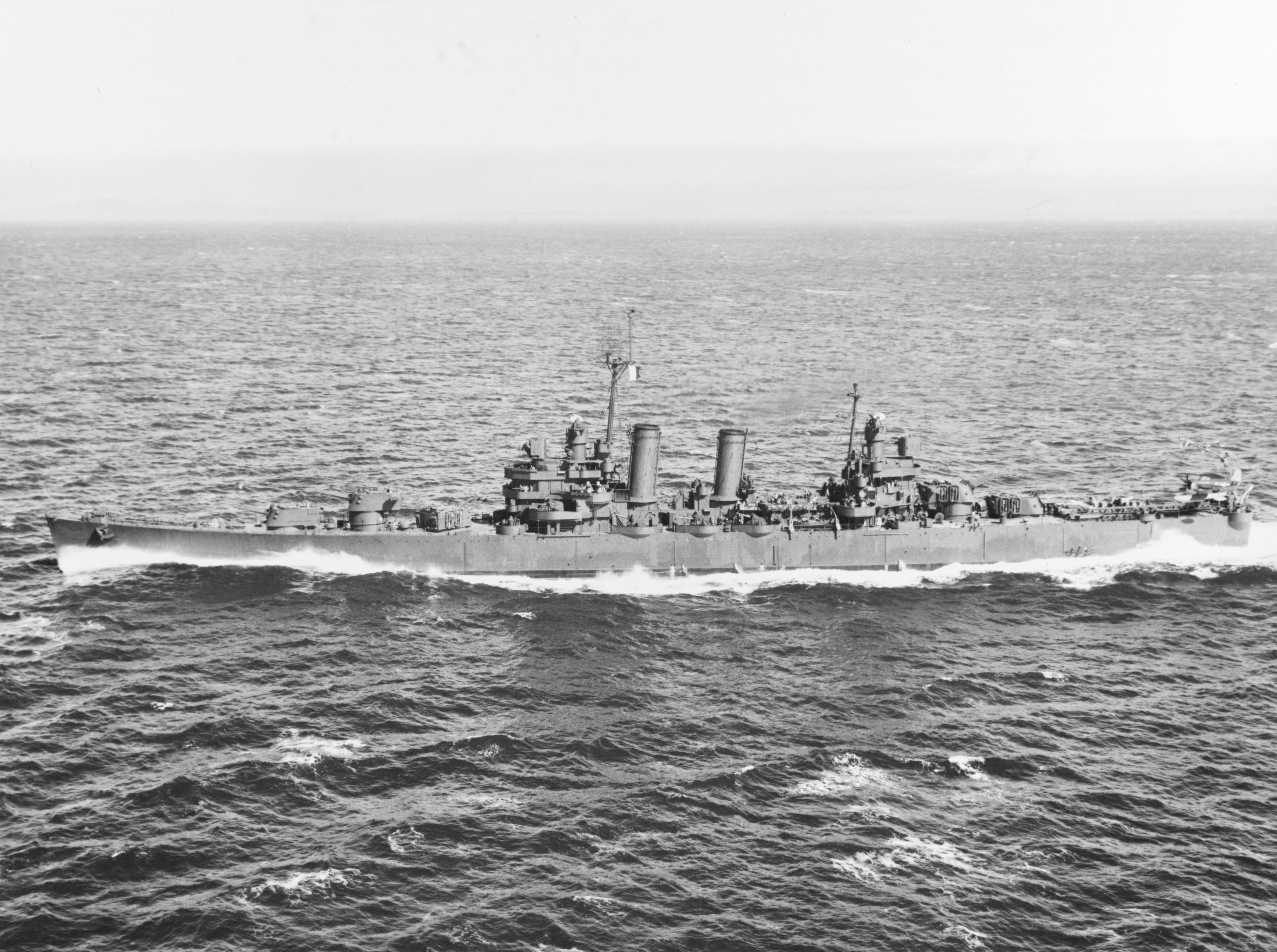
El USS Nashville (CL-43) en 1945

El 4 de marzo de 1942 se unió con el portaaviones USS Hornet (CV-8) en las afuera de los cayos de Virginia y lo escoltó a la costa Oeste a través del canal de Panamá arribando a San Diego el 20 de marzo. El Hornet y el Nashville zarparon desde San Diego el 2 de abril bajo el mando del almirante William F. Halsey, el portaviones llevaba a bordo 16 bombarderos medios especiales B-25 del Ejército bajo el mando del teniente coronel James H. Doolittle. El 13 del mismo mes se reunieron al norte de Midway con la Fuerza de Tarea 16 (TF-16) y pusieron rumbo a Japón. 
El 17 de abril, estando a 1000 millas de Japón destacaron a los destructores y el Hornet y el USS Enterprise (CV-6) más los cruceros escolta efectuaron una navegación a alta velocidad hacia un punto de lanzamiento ubicado a 500 millas de Japón. Lamentablemente al día siguiente, un buque piquete japonés, el  Nitto Maru avistó e informó de la presencia del grupo de tarea antes de ser hundido a cañonazos por el Nashville (se emplearon 900 proyectiles) ; un segundo buque piquete japonés, el Iwata Maru fue hundido por aviones del Enterprise, pero ya la ventaja de la sorpresa se había perdido. Los B-25 fueron lanzados 150 millas antes del punto de lanzamiento previsto. Inmediatamente después del lanzamiento la fuerza cambió de rumbo y eludió a las naves japonesas y los aviones de los portaaviones hundieron a las naves japonesas de patrulla. La artillería del Nashville hundió un segundo buque piquete. El grupo de tarea "Shangri-La" estuvo de regreso en Pearl Harbor el 25 de abril de 1942. Esta acción fue conocida como la Operación Doolittle la primera incursión aérea estadounidense sobre territorio japonés.
El Nashville zarpó de Hawái el 14 de mayo de 1942 y se convirtió en el buque insignia de la Fuerza de Tarea 8 (TF 8) que defendería Alaska y las Aleutianas. Recaló en bahía Dutch, Alaska, el 26 de mayo. En los primeros día de junio aviones de los portaaviones japoneses atacaron bahía Dutch pero la Fuerza de Tarea 8 no pudo entrar en contacto con los atacantes debido a la densa neblina de esos días. El almirante Yamamoto retiró su fuerza divisionaria de las Aleutianas después de la derrota en Midway dejando una fuerza de ocupación en las islas Attu y Kiska de las Aleutianas. De junio a noviembre patrulló el Pacífico Norte y participó en el ataque contra Kiska el 7 de agosto, ataque en el que se infligieron graves daños a las instalaciones costeras japonesas.
La nave llegó a Pearl Harbor y luego a las islas Fiyi a fines del año 1942. En Espíritu Santo, Nueva Hébridas, se convirtió en buque insignia de la Fuerza de Tarea 67 (TF 67). Luego de escoltar convoyes con tropas a Guadalcanal, en la noche del 4 de enero de 1943 el Nashville junto con el Helena y el St. Louis infligieron graves daños a la base aérea japonesa de Munda. En los meses siguientes realizaron ataques a la isla de Kolombangara y Nueva Georgia. En la noche del 12 de mayo, mientras bombardeaba el aeródromo Vila de Kolombangara, sufrió la explosión de una carga de propulsión (cordita) en una de sus torres de proa la que mató a 18 hombres e hirió a otros 17. Zarpó de Espíritu Santo el 22 de mayo arribando al astillero naval de Mare Island para reparaciones y modernización. Zarpó de San Francisco el 6 de agosto de 1943 recalando en Pearl Harbor el 12 del mismo mes para reintegrarse a la fuerza de tarea que atacó las islas Markus y Wake durante los próximos dos meses.
El Nashville regresó a Espíritu Santo en octubre de 1943 y durante los siete meses siguientes bombardeó objetivos en Nueva Guinea y las islas Almirantazgo. Proporcionó fuego de apoyo naval en los desembarcos de Bougainville y Cabo Gloucester, New Britain. Después de bombardear la isla Wake del 21 al 22 de abril, el Nashville proporcionó fuego de apoyo naval en las operaciones anfibias de Hollandia, bahía Tanahmerah y Aitape llevando a bordo al general Douglas MacArthur los días 22 y 23 de abril. El 27 de mayo integró la fuerza de asalto bombardeando Biak en las islas Schouten y el 4 de junio sufrió daños moderados ante un ataque aéreo japonés. Después de reparar los daños y patrullar a la altura de Espíritu Santo, Nuevas Hébridas, a mediado de septiembre dos veces trasladó al general MacArthur y a su estado mayor durante la invasión de Morotai, Dutch East Indies. Zarpó de Manus el 16 de octubre llevando a bordo al general MacArthur y su personal en su regreso a las Filipinas. El 20 de octubre proporcionó fuego de apoyo naval en los desembarcos de Leyte y permaneció estacionado hasta 25 de octubre en la desembocadura del golfo de Leyte protegiendo a las tropas de la cabeza de playa y a los transportes. Regresó a Manus para una rápidas reparaciones y dejó las islas del Almirantazgo el 28 de noviembre como buque insignia del comandante de la Fuerza de Ataque Visayan en su ruta a la invasión de Mindoro.
El 13 de diciembre navegando a la altura de la isla Negros fue alcanzado por un avión kamikaze que se estrelló contra el montaje de uno de los cañones de 5" de babor con ambas bombas explotando a unos 3 metros sobre la cubierta. El incendio de la gasolina y la explosión de la munición hicieron del área un infierno, matando a 133 hombres y dejando heridos a 190. El comandante del Grupo de Ataque cambió su insignia a otro buque y el Nashville se dirigió al astillero naval de Puget Sound en Washington para ser reparado y donde arribó el 12 de enero de 1945. El 12 de marzo de 1945 ya operativo se dirigió a San Diego
y después de un corto entrenamiento el 15 de abril zarpó hacia el oeste arribando a la bahía Subic en las Filipinas el 16 de mayo. El Nashville fue designado buque insignia de la Fuerza de Tarea 74 (TF 74). Los últimos meses de la guerra proporcionó fuego de apoyo naval para el desembarco en la bahía de Brunéi, Borneo y la protección de los transportes en el estrecho de Makassar. El 29 de julio efectuó una corta salida de bahía Subic para interceptar un convoy japonés que se encontraba cerca de Indochina, pero la operación fue cancelada poniendo fin a su participación en la Segunda Guerra Mundial y por la que recibió 10 medallas de reconocimiento.

### Período posterior a la Guerra Mundial

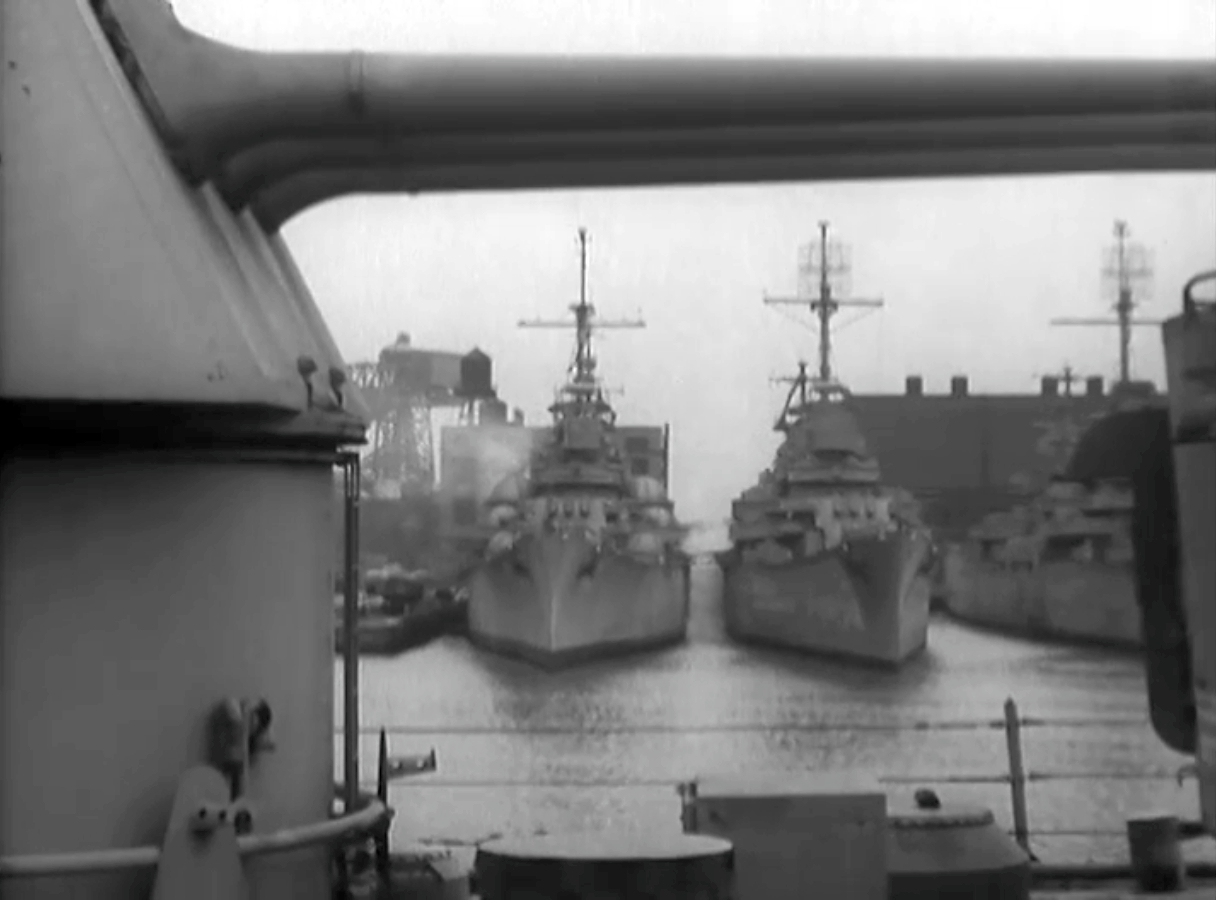
El USS Nashville (CL-43) anclado en 1951.

Con el comandante de la Fuerza de Tarea 73 (TF 73) embarcado entró al puerto de Shanghái el 19 de septiembre de 1945, el comandante arrió su insignia el 17 de noviembre y el buque zarpó hacia la costa Oeste de los Estados Unidos llevando 450 soldados que regresaban, en Hawái embarcó 90 soldados más recalando en San Pedro, California el 3 de diciembre. Inmediatamente después se dirigió a Eniwetok y Kwajalein a buscar más tropas que retornaban a la Patria. El 3 de enero de 1946 cerca de la costa Oeste fue en ayuda del APA-126 St. Mary que se encontraba al garete en una mar gruesa. Le pasó remolque y lo entregó sin novedad a los remolcadores a la cuadra del faro San Francisco el 5 de enero. El Nashville zarpó de San Francisco el 21 de enero de 1946 rumbo al Astillero Naval de Filadelfia para ser desactivado. Fue dado de baja el 24 de junio y se mantuvo en la reserva hasta 1950.

## Servicio en la Armada de Chile

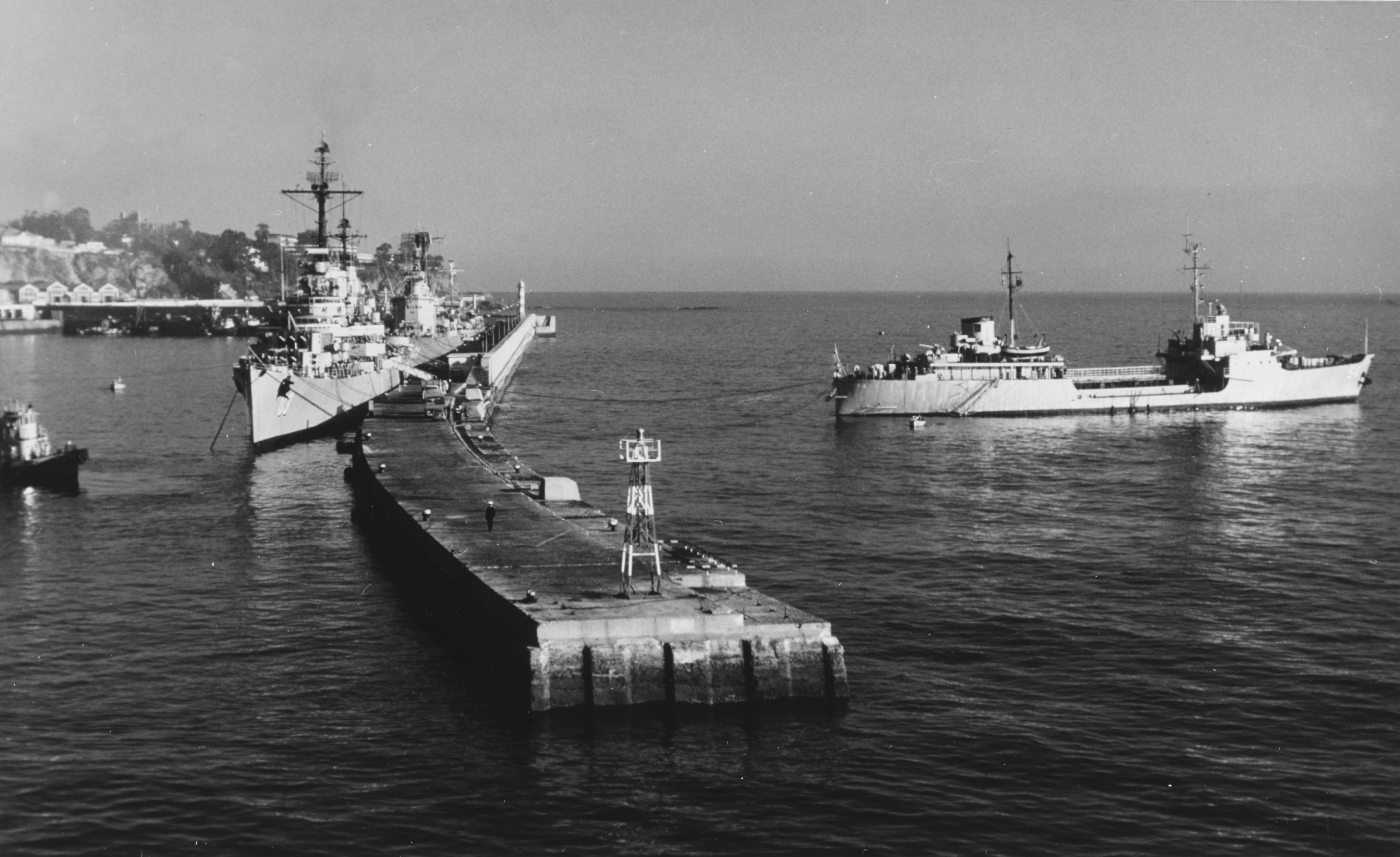
Atracado en el molo de abrigo de Valparaíso en 1975.

En Filadelfia fue reacondicionado y vendido al gobierno de Chile el 4 de enero de 1951. Fue buque insignia de la Escuadra en varias oportunidades. En el año 1957 fue sometido a diversas modernizaciones en los Estados Unidos.
El 1 de abril de 1971 navegando con la Escuadra hacia Puerto Aldea fue abordado por el destructor Cochrane por la banda de babor entre las dos chimeneas, la colisión le abrió un agujero de dos metros cuadrados bajo la línea de flotación que le inundó los salones de calderas. El buque quedó sin propulsión y el personal de guardia inicialmente y luego el de Control de Averías apuntalaron los mamparos, achicaron el agua y mantuvieron la estanqueidad de los compartimientos no inundados. Sus reparaciones definitivas fueron llevadas a cabo en Asmar Talcahuano.
A la llegada del destructor Capitán Prat se le cambió el nombre a Chacabuco, sirviendo como buque cuartel. Fue dado de baja con fecha 10 de mayo de 1982. Por D.S. (M) N 26 del 20 de abril de 1983 se autorizó su enajenación. Fue vendido al empresario canadiense Noel Williams Kennedy, según escritura pública del 29 de abril de 1983 y llevado a remolque al puerto de Kaohshiung, en Taiwán.